# Computação centrada em dados

A computação centrada em dados é um conceito com relevância especial para arquitetura da informação e para projeção de data center. O termo descreve um sistema de informação em que os dados são armazenados de forma independente das aplicações, em contraste com o modelo tradicional, cuja arquitetura é centrada na aplicação.
1. ↑  «The Data-Centric Revolution». TDAN.com (em inglês). Consultado em 7 de dezembro de 2019